# Afblussen (brand)
Afblussen is een commando dat een bevelvoerder bij de brandweer geeft tijdens brandbestrijding, wat dan betekent dat de blusploeg de brand geheel uit mag maken. Dit lijkt voor een buitenstaander een beetje overbodig, maar het echte blussen wordt pas gedaan na dit commando omdat bij het blussen veel kokend hete stoom en rook maar ook koolmonoxide vrijkomt. Het slechte zicht bemoeilijkt het zoeken naar slachtoffers en het verder verkennen van een pand en is door de intense hitte zeer gevaarlijk. Het commando wordt dus pas gegeven als alle andere dringende werkzaamheden in het pand beëindigd zijn.
Een blusploeg kan voorafgaand aan het commando afblussen de opdracht "Uitbreiding voorkomen" krijgen, wat betekent dat de ploeg met zo min mogelijk water het vuur tot nader order onder controle moet houden.